# Dermophis donaldtrumpi
Dermophis donaldtrumpi es el nombre binominal propuesto para la especie de anfibio ápodo de la familia de los cecílidos descubierta en la selva lluviosa panameña en 2018, llamada así en referencia al presidente estadounidense Donald Trump.
El derecho a dar nombre a la nueva especie fue subastado por la ONG Rainforest Trust por la suma de USD 25.000 y adquirido por una compañía británica de materiales de construcción sustentable llamada EnviroBuild. El dinero recaudado mediante la venta de los derechos de Dermophis donaldtrumpi y otras 11 especies nuevas ha sido invertido en la conservación de los hábitats de dichas especies.
El propietario de EnviroBuild, Aidan Bell, ha sido quien ha aportado el nombre a la nueva variedad de anfibio con el propósito de crear consciencia sobre las políticas de Donald Trump en torno al cambio climático y al potencial que este encierra de causar la extinción de numerosas especies. Bell ha dicho que “es un nombre perfecto. "Cecílido" proviene del latín caecus y significa "ciego", lo que refleja perfectamente la visión estratégica que el presidente Trump ha mostrado consistentemente hacia el problema del cambio climático.”